# Yann Cléry
Yann Cléry est un auteur-compositeur-interprète français, originaire de la Guyane qui vit à Paris.

## Discographie

### Albums
- 2007 : Motozot[3],[4]
- 2023 : Yann Solo[5]